# 귀납
귀납 추론(歸納推論,induction) 또는 귀납법(歸納法)은 개별적인 특수한 사실이나 현상에서 그러한 사례들이 포함되는 일반적인 결론을 이끌어내는 또는 역으로 보편성에서 구체성을 유도하는 추론 형식 · 추리 방법이다. 즉, 전제가 결론을 개연적으로 뒷받침하는 경우로 확률적 설명이라고도 한다. 귀납적 논증은 미괄식이라고도 하며 중심내용, 주제 또는 결론이 말미에 온다.
귀납이라는 말은 ‘이끌려가다’는 뜻을 지닌 라틴어 ‘inductio, inducere’에서 비롯되었다. 곧 귀납은 개개의 구체적인 사실이나 현상에 대한 관찰로서 얻어진 인식을 그 유(類) 전체에 대한 일반적인 인식으로 이끌어가는 절차이며, 인간의 다양한 경험, 실천, 실험 등의 결과를 일반화하는 사고 방식이다. 논리학에서 있어서 연역법과는 달리 사실적 지식을 확장해 준다는 특징이 있지만, 전제가 결론의 필연성을 논리적으로 확립해 주지 못한다는 한계가 있다.

## 역사
르네상스 후의 근대철학, 특히 영국 고전경험론의 창시자인 프랜시스 베이컨의 모델에 따르면 경험적 사실로부터 추측 혹은 가설과 원리를 생각해내고 경험적 사실로 참/거짓을 판단하는 방법을 말한다. 편견과 선입견으로부터 벗어나 오로지 경험적 사실로부터 추론해 낸다는 것이 그 핵심이다.
베이컨은 《노붐 오르가눔》 (Novum Organum, 1620)에서 다음과 같은 원리들을 발표했다.
- 부정적인 원리: 귀납 추론을 방해하는 네 가지.

1. 종족의 우상 : 사물들을 있는 그대로 보지 않고 선입견을 가지고 보려는 인간의 경향
2. 동굴의 우상 : 개인의 성격때문에 오류를 범하는 것
3. 시장의 우상 : 언어와 용법을 잘못 써서 생기는 혼동
4. 극장의 우상 : 잘못된 방법과 결부된 철학 체계로 인한 해로운 영향

- 긍정적인 원리

그러나 전제 없는 관찰이 아무렇게나 무질서하게 이루어지는 것은 아니다.
베이컨에 따르면 진리에 이르기 위해서는 세 가지 단계를 거쳐야 한다.
1. 편견 없는 자료수집(관찰, 실험)
2. 귀납을 통한 일반화. 가설 획득
3. 가설로부터 새로운 관찰, 실험 결과들을 연역적으로 이끌어낸 뒤, 실제 경험 자료와 비교해서 가설을 정당화

하지만 1740년 데이비드 흄에 의해 많은 단점들에 대한 비판이 제기되었다. 그 주 내용은, 이러한 귀납적 추론들이 인간의 관측 가능한 세계 밖에서는 의미가 없을 뿐더러 인간의 감각적인 인식으로는 영원불변해야 하는 과학적 지식들을 증명할 수 없다는 것이다. 예컨대 '태양이 매일 아침마다 동쪽에서 뜬다'라는 과학적 가설을 추론했다고 할 경우에 이것은 증명을 요구하는데, 매일이란 하루도 빠짐없이 과거, 현재, 미래를 포괄하는 단어이다. 과거부터 태양이 수억 번을 동쪽에서 떴다고 해도 내일 아침도 똑같이 뜬다는 보장이 없고, 그러한 판단은 이전의 관측 자료를 근거로 하는 것이기에 귀납주의적 접근으로는 이 추론을 절대 정당하게 증명하지 못한다.

## 평가
과학에 대한 일반적인 생각, 즉 과학의 설명력과 예측력, 과학의 신뢰성, 지식의 성장 등을 설명해준다. 과학의 성공은 바로 귀납적 방법이 객관적인 방법으로 사용될 수 있다는데 있다.
그러나 귀납적 방법만 사용한 것을 과학으로 본다면 수학은 과학으로 볼 수 없다는 단점이 있다는 비판이 있다. 수학은 연역 논리만을 사용하기 때문에 귀납론의 관점에서 보자면 과학이 아니다. 또한 베이컨이 강조한 '편견 없이 사실을 수집'하는 것이 정의하는 것이 명확하지 않고 주관적일 수 있다는 점이 한계로 꼽힌다. 효율성 측면에서도 귀납은 문제가 있다. 데이터를 많이 수집해야하지만 많이 수집한다고 해서 절대적으로 명제를 증명해낼 수 있는 게 아니기 때문이다. 모든 사례를 전부 조사하는 것도 현실적으로 불가능하다.
간혹 적은 수의 데이터만으로도 좋은 결론을 얻는 경우도 있다. 다소 논란이 있긴 하지만 뉴턴은 만유인력 법칙을 발견할 때 사과가 땅에 떨어지는 것을 보고 아이디어가 떠올랐다고 하였다. 그러나 뉴턴이 세상의 모든 물체들에 대해 서로서로 당기는 힘이 있는지 조사한 것은 아니다. 그럼에도 불구하고 만유인력의 법칙은 과학으로 받아들여진다.
귀납을 통해 가설을 만드는 경우에도 문제가 있다. 예를 들어 몇 년간 어떤 건물이 무너지지 않았다고 해서 그 건물이 앞으로 절대로 무너지지 않는다는 가설을 세우는 것은 논리적인 오류이다. 20세기 영국 철학자 버트런드 러셀은 칠면조 이야기를 꺼내면서 귀납적 방법을 비판했다. 칠면조 농장의 주인이 매일 아침 칠면조에게 먹이를 갖다 주었다. 칠면조는 앞으로도 주인이 아침에 오면 먹이를 가져다줄 것으로 예측했다. 그러나 어느 날 아침, 주인은 칠면조를 우리에서 꺼내서 잡아먹기 위해 데려가버린다. 이렇게 귀납적 추리는 전제들이 참이라고 해서 결과까지 늘 참이 되진 않는 특징이 있다.
- 귀납의 방법은 과연 객관적이고 믿을만한가?
- 귀납의 출발점인 우리의 경험은 과연 확실한 근거인가?

귀납의 방법은 과학이 무엇인가를 이야기할 때 이런 한계점들로 인해 적절하지 않다는 것이 밝혀졌으며, 이에 따라 과학을 설명하기 위해 등장한 것이 논리실증주의의 가설 연역 방법이다.

## 인과적 귀납법
밀의 방법(Mill's Methods)으로도 불리는 이것은 철학자 존 스튜어트 밀이 1843년 저서 《논리의 구조》의 제8장 '실증적 4가지 방법"(Of The Four Methods Of Experimental Inquiry)에서 소개한 다섯 가지 귀납의 방법이다. 이 방법들은 인과관계를 명확히 밝히는 것을 목적으로 한다.

## 귀납추론의 종류
귀납추론이 개별적인 특수한 사실이나 이로부터 원리를 전제로 하여 일반적인 사실이나 원리로서의 결론을 이끌어 내는 연구 방법이라고 할때, 특히 인과 관계를 확정하는 데에 사용된다고 할 수 있다. 베이컨을 거쳐 밀에 의하여 자연 과학 연구 방법으로 정식화되었다.
한편 이러한 맥락에서 매거법(枚擧法)은 관찰과 실험 결과로 얻는 여러 가지 사실과 사상(事像)을 동일한 종류에 따라 열거하여 일반적이며 공통적인 법칙을 귀납하려는 방법인데 이로써 이는 통계적 삼단논법과 유사한 형태를 띠게 된다.
- 인과적 귀납법
- 매거법(枚擧法)
- 통계적 삼단논법

## 귀납법과 연역법과의 비교
| 성질            | 귀납법 | 연역법                                                                |
| --------------- | --- | --------------------------------------------------------------------- |
| 간접추리의 방향 | 연역과는 반대로, 특수한 것에서 일반적인 것으로 나아가는 사유 작용의 추론형식이다.                                                                                | 귀납과는 반대로, 일반적인 것에서 특수한 것으로 나아가는 추론방식이다. |
| 전제와 결론     | 서로간에 '개연성'이있다. | 전제와 결론간에는 '필연성'이있다.                                     |
| 올바른 추론     | '귀납적으로 강한' 추론을 가리킨다. 특히 '귀납적으로 강하다'는 의미는 '전제를 제시하고 그 전제로부터 나오는 결론이 성립되는 확률이 1'에 가까워지는 추론을 말한다. | 올바른 추론은 '타당성'이 성립한 경우이다.                             |

## 같이 보기
- 유추
- 귀류법
- 논리학
- 연구
- 논리적 귀결

## 참고 자료
- 장대익 (2008). 《과학에는 뭔가 특별한 것이 있다》. 김영사. ISBN 9788934921318.
- (구텐베르크 프로젝트 - A SYSTEM OF LOGIC, JOHN STUART MILL. 1882)http://www.gutenberg.org/files/27942/27942-h/27942-h.html